# Кеніг Леопольд Єгорович
Леопольд Кеніг (нім. Leopold Koenig; 25 листопада 1821 — 17 грудня 1903) — цукрозаводчик, власник лісових угідь та лісопильних заводів, один з найзаможніших підприємців Російської імперії, етнічний німець.

## Життєпис

### Дитинство та юність
1821 року в родині петербурзьких німців народився Леопольд Кеніг. Його батько Йоган Георг (1785—1856) володів невеличкою пекарнею в німецькому кварталі Петербурга. Своєму синові Леопольду, незважаючи на обмеженість у коштах, він зміг дати освіту у відомому на той час англійському пансіонаті Гірста. Закінчивши пансіонат у 15 років, Леопольд мріяв продовжити навчання та здобути професію архітектора. Але пожежа, яка сталася в Петербурзі 1837 року, знищила все родинне майно та зруйнувала всі плани юнака. Леопольд влаштувався на цукровий завод близького знайомого своєї родини, де пройшов усю школу цукроваріння. Через 5 років він був першим радником у справах і помічником господаря. Власник заводу платив йому найвищу платню, лише б утримати Кеніга в себе.

### Стрімка кар'єра
Після смерті свого господаря Леопольд перейшов на великий завод відомого підприємця Прокопія Пономарьова та отримав там посаду головного майстра.
1846 року він одружується з Кароліною Пампель. Через два роки після одруження Кеніг позичає в родини Пампеля 27 000 рублів на придбання цукрового заводу. На той час це був найменший завод зі всіх 28-ми в Петербурзі. За час господарювання Кеніга завод став виробляти майже вдвічі більше цукру, що дало можливість вже через два роки повністю розрахуватися з боргами, а через три — вигідно продати своє підприємство. Далі Леопольд орендує завод з удвічі більшим річним виробництвом. Тоді ж він засновує компанію «Л. Є. Кеніг».
З часом, усвідомивши, наскільки застаріли технології цукроваріння в Петербурзі, Кеніг їде до Німеччини вивчати прогресивну парову систему цукроваріння, яку там ввели замість вогневої. На цукровому заводі в Гамбурзі він влаштовується простим робітником. Повернувшись до Росії, Кеніг купує ще більший завод у Катерингофі й починає його перебудову та переобладнання за новою технологією. У 1857 завод почав працювати за паровою системою, завдяки чому його продуктивність значно збільшилася. Поступово Леопольд Кеніг стає ключовою людиною в цукровій промисловості Петербурга.

### Кеніг— у двадцятці найбагатших підприємців дореволюційної Росії
У 1870-х роках придбав землі в Охтирському та Лебединському повітах Харківської губернії загальною площею близько 40 000 десятин. Про нього писали в газетах: «Відомий петербурзький цукровиробник Кеніг, на розсуд якого регулюється ціна на цукор у всій Росії, зменшив вартість цукру в червні на 40 коп. за пуд. Через це на цукровій біржі було помітно значне збудження. Про це телеграфували всюди».
За даними 1905 року рафінадні заводи компанії «Л. Є. Кеніг» виробляли 6 % всього рафінаду Росії. У той час у Росії діяло 22 рафінадних заводи. Леопольд Кеніг увійшов у двадцятку найбагатших підприємців дореволюційної Росії, загальний дохід його родини становив більше 21 млн рублів.

### Продовження династії
Леопольд Кеніг помер у 1903 році. Його спадкоємцями стали п'ятеро синів: Карл, Леопольд, Олександр, Фрідріх та Юлій. 1 січня 1905 року вони організували повне торгове товариство з назвою фірми «Л. Є. Кеніг-Спадкоємці», а з 1 січня 1913 року одноособовим володарем фірми став молодший син — Юлій Леопольдович Кеніг. У це товариство входили всі заводи та підприємства родини Кенігів: цукрові, цукрорафінадні, винокурні, цегляні, лісопереробні, млини, кінний заводи. На товаристві «Л. Є. Кеніг та спадкоємці» в 1913 році працювали 20 000 людей.
Всю власність Кенігів «націоналізували» більшовики в 1918 році. Всій родині вдалося емігрувати закордон.

### У Тростянці

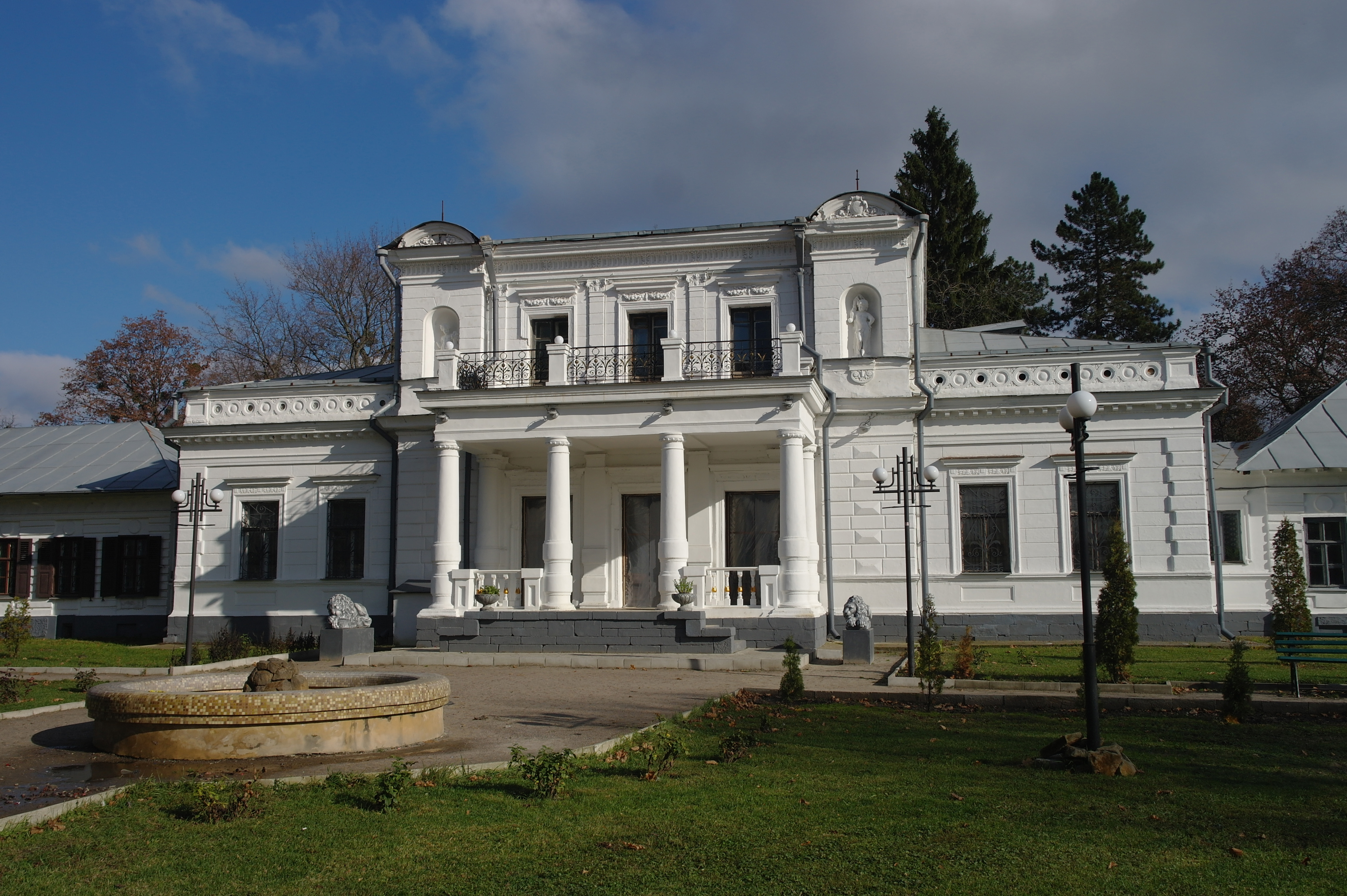
Садиба Л. Є. Кеніга у Тростянці

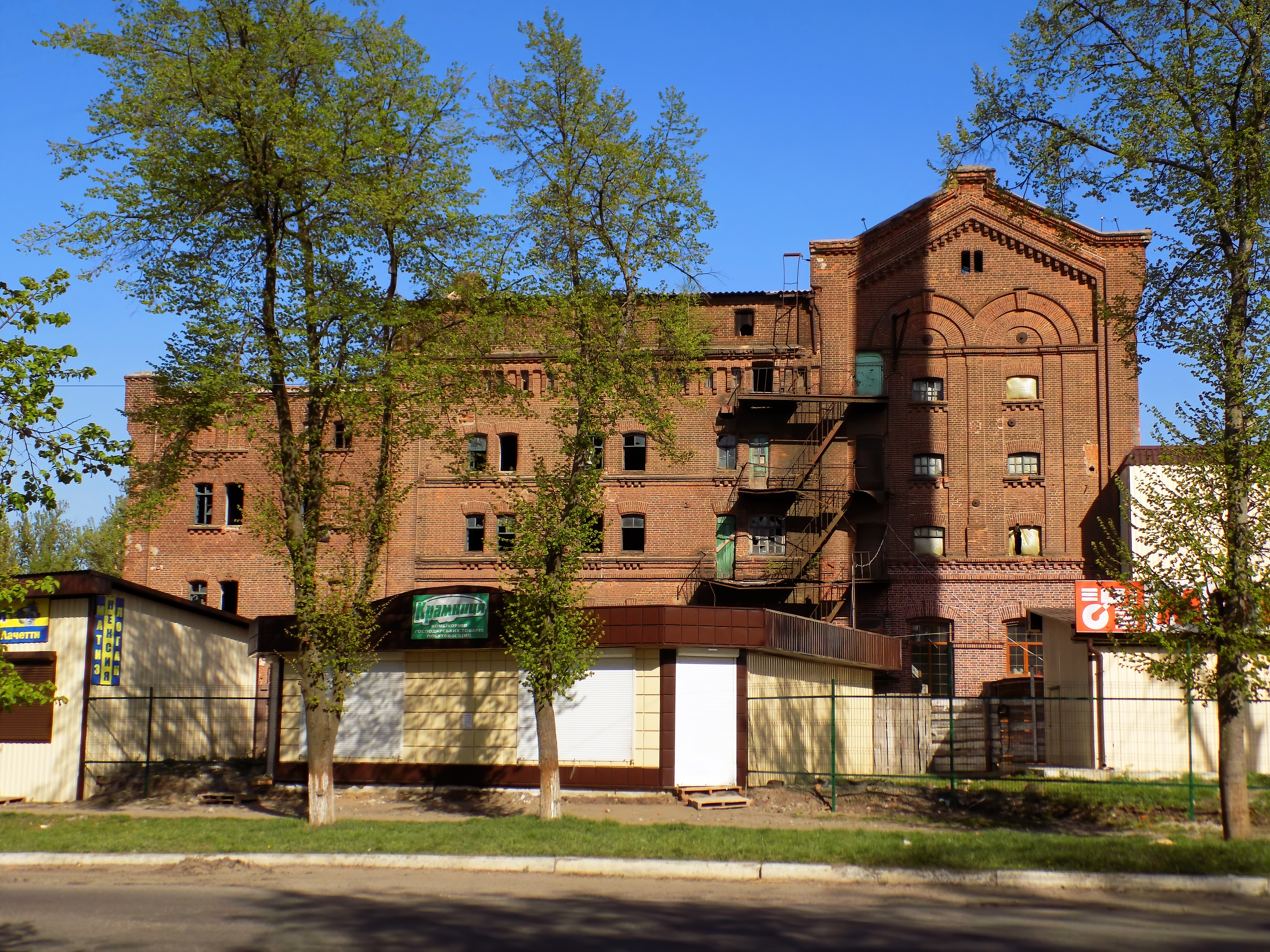
Вальцевий млин економії Л. Кеніга

У 1870-х роках Леопольд Кеніг став власником двох цукрових і одного рафінадного заводів у Тростянці. У цій місцевості також розташовувалися його паркетна фабрика, винокурний завод і фабрика з виробництва в'язального паперу. Кеніг отримав дозвіл губернатора на проведення у своєму маєтку електрики; будують дизельну електростанцію. Саме за його клопотання через деякий час залізниця проходить через центр маєтку — саме так виникла станція Смородине, яка діє донині. У 1881 році в маєтку з'явилася власна телефонна станція, ще через три роки — почала працювати нова лікарня.
У 1881 році Л. Є. Кеніг купив Гутянський маєток, до складу якого увійшла лісова дача площею 1900 десятин. Гутянський маєток, що знаходиться за 46 верст залізницею від Тростянецького, послужив новим центром цукробурякової справи, що неминуче спричинило збільшення площі цього маєтку, як загальної, так і лісової.
У 1882 році було придбано Мирнявський маєток та дрібні лісові дачі, прилеглі до Гутянського лісу площею 620 десятин; в 1886 році було куплено Максимівський маєток, в 1891- Орідінський маєток, і нарешті в 1894 році - Кленівський і Шарівський маєток.
Таким чином, протягом тринадцяти років площа лісів у всіх названих Гутянських маєтках з 1900 десятин збільшилася до 5339 десятин, всі ці лісові дачі об'єднуються в Гутянське лісництво. Загальна площа лісових дач у всіх названих маєтках, що поділяється на два лісництва, склала 16766 десятин.
У ХХ ст. в приміщенні цукрового заводу розташувалася шоколадна фабрика «Україна». Починаючи з 1995 року, фабрика входить до складу компанії «Крафт Фудз Україна» (сучасна Монделіс Україна). Це єдина в Україні шоколадна фабрика з повним циклом виробництва. На фабриці компанія виробляє шоколад і цукерки торгових марок «Корона» та «Milka».

## Вшанування пам'яті
У місті Харків вулицю Новочеркаську перейменували на вулицю Родини Кенігів.